# فيل آسيوي (جنس)
الفيل الآسيوي هي أحد الأجناس الباقين على قيد الحياة من فصيلة الفيليات. يوجد نوع واحد من هذا الجنس على قيد الحياة، وهو الفيل الآسيوي (Elephas maximus).
تم تحديد العديد من الأنواع المنقرضة على أنها تنتمي إلى الجن، بما في ذلك الفيل ريكي (Elephas recki) و الفيل العتيق (Elephas antiquus) والفيل القزم (E. falconeri) و (E. cypriotes). يرتبط الجنس ارتباطًا وثيقًا بجنس الماموث.
وفقًا لدراسة قام بها ساكي ياسوي وجينيتشي إيداني بعنوان "الأهمية الاجتماعية لاستخدام الجذع في الفيلة الآسيوية الأسيرة"، لوحظت مجموعة من الأفيال الإناث في تايلاند لتحديد ما إذا كانت الطريقة التي يستخدمون بها جذوعهم لمس الأفيال الأخرى كانت المتعلقة بالعلاقات الاجتماعية التي طوروها. لخص ياسوي وإيداني إلى أن هناك في الواقع أهمية بين الاثنين